# ヴィム・シュルビア
ヴィム・シュルビア（Wim Suurbier）こと、ヴィルヘルムス・ラウレンス・ヨハネス・シュルビア（Wilhelmus Lourens Johannes Suurbier, 1945年1月16日 - 2020年7月12日）は、オランダ出身の元サッカー選手、サッカー指導者。ポジションはDF（サイドバック）。「スールビール」と表記されることもある。

## 経歴
シュルビアはアヤックス・アムステルダムの下部組織から昇格すると、1964年1月5日に行われたADOデン・ハーグ戦で公式戦初出場を果たした。当初はフォワードを務めていたが、後にサイドバックにコンバートされた。スールビールは豊富なスタミナとスピード、ボールテクニックを生かした攻撃参加を武器に1970年代にトータルフットボールと賞されたアヤックスにおいて重要な役割を果たした。また攻撃力だけでなく守備面においても1対1の場面で強さを発揮した。
アヤックス時代にはヨハン・クライフやピート・カイザーらと共にエールディヴィジ優勝7回（1966年、1967年、1968年、1970年、1972年、1973年、1977年）、KNVBカップ優勝4回（1967年、1970年、1971年、1972年）、UEFAチャンピオンズリーグ3連覇（1971年、1972年、1973年）に貢献した。1977年10月19日に行われたUEFAカップ1975-763回戦・レフスキ・スパルタク・ソフィア戦（ブルガリア）を最後にクラブを退団した。
アヤックスを退団後は国外へ活躍の場を求め、ドイツのシャルケ04やフランスのFCメスへ移籍したが環境に馴染めず多くの成功を収めることは出来なかった。選手経歴の晩年は北米サッカーリーグのロサンゼルス・アズテックス、オランダのスパルタ・ロッテルダムなどでプレーを続け、1982年に現役を引退した。
オランダ代表としては1966年11月6日に行われたチェコスロバキア戦でデビュー。1974年に西ドイツで開催された1974 FIFAワールドカップ、1978年にアルゼンチンで開催された1978 FIFAワールドカップの2大会連続準優勝、1976年にユーゴスラビアで開催されたUEFA欧州選手権1976では3位入賞に貢献するなど、国際Aマッチ60試合に出場し3得点を記録した。
引退後はアメリカ合衆国を拠点に指導者を務め、その後はオランダ国内でスカウトを務めた。

## 個人記録

### 代表での成績
出典
| オランダ代表 | オランダ代表 | オランダ代表 | オランダ代表 | オランダ代表 | オランダ代表 | オランダ代表 | オランダ代表 |
| 年           | 国際大会     | 国際大会     | 親善試合     | 親善試合     | 合計         | 合計         |              |
| 年           | 出場         | 得点         | 出場         | 得点         | 出場         | 得点         |              |
| ------------ | ------------ | ------------ | ------------ | ------------ | ------------ | ------------ | ------------ |
| 1966         | 1            | 0            | 1            | 0            | 2            | 0            |              |
| 1967         | 4            | 2            | 1            | 0            | 5            | 2            |              |
| 1968         | 2            | 0            | 1            | 0            | 3            | 0            |              |
| 1969         | 4            | 0            | 0            | 0            | 4            | 0            |              |
| 1970         | 1            | 0            | 1            | 0            | 2            | 0            |              |
| 1971         | 2            | 1            | 0            | 0            | 2            | 1            |              |
| 1972         | 1            | 0            | 0            | 0            | 1            | 0            |              |
| 1973         | 3            | 0            | 3            | 0            | 6            | 0            |              |
| 1974         | 8            | 0            | 4            | 0            | 12           | 0            |              |
| 1975         | 4            | 0            | 2            | 0            | 6            | 0            |              |
| 1976         | 4            | 0            | 0            | 0            | 4            | 0            |              |
| 1977         | 4            | 0            | 2            | 0            | 6            | 0            |              |
| 1978         | 4            | 0            | 3            | 0            | 7            | 0            |              |
| 通算         | 42           | 3            | 18           | 0            | 60           | 0            |              |

### 代表での得点
出典
| #  | 開催日         | 開催地                     | 対戦チーム     | 結果 | 試合概要               |
| -- | -------------- | -------------------------- | -------------- | ---- | ---------------------- |
| 1. | 1967年5月10日  | ハンガリー、ブダペスト     | ハンガリー     | 1-2  | UEFA欧州選手権1968予選 |
| 2. | 1967年10月14日 | デンマーク、コペンハーゲン | デンマーク     | 2-3  | UEFA欧州選手権1968予選 |
| 3. | 1971年2月24日  | オランダ、ロッテルダム     | ルクセンブルク | 6-0  | UEFA欧州選手権1972予選 |